# 삼익비치타운
삼익비치타운(영어: Namcheon Samick Beach)은 대한민국 부산광역시 수영구 남천동에 위치한 아파트 단지이다. 지상 12층, 총 33개동으로 구성되며 3,060세대와 총 주차 수 3,240대의 주차가 가능하다. 난방방식은 중앙난방, 도시가스이며 삼익주택이 건설사를 맡았다.

## 역사
삼익비치타운 아파트 단지는 1978년 12월에 승인하였고 착공하였다. 1979년에 삼익주택이 건설했으며 같은 해 12월에 준공하였다. 1980년 1월에 3,060세대의 아파트 입주가 시작되었다. 1990년대 초반 당시 가장 큰 평수의 경우는 5억원이 넘었던 고가의 아파트였으며, 1980~90년대 부산에서 가장 잘 사는 부촌 아파트이기도 하였다. 2017년부터 삼익비치타운 재건축 계획이 있다.

## 재건축

### 그랑자이 더 비치
그랑자이 더 비치는 GS건설이 재건축할 계획이다. 부산 삼익비치 재건축은 GS건설이 시공업체로 선정되었다. 이 단지는 재건축을 통해 지상 40~61층, 12개 동, 3,200여가구의 대단지로 거듭날 전망이다. 단지명은 ‘그랑자이 더 비치’(조감도)로 결정됐다. 가구 수는 3517가구이며 총공사비는 1조 2347억원이고 2022년까지 최고 61층으로 재건축된다.

### 온리 원 아이파크 비치
온리 원 아이파크 비치는 현대산업개발이 재건축할 계획이었다. 이 아파트를 구성한다면 총 3,676세대이며 476세대 증가고 7개동의 세븐스타 주거동이며 슈퍼 랜드마크라고 한다. 만약 착공하여 완공된다면 탑클라우드를 볼 수 있다. 온리 원 아이파크 비치를 개발할 계획이 있었으나, GS건설이 시공업체로 선정됨에 따라 현대산업개발의 재건축은 무산되었다.